# 奧村翔
奧村翔（日语：／ Okumura Shō，1985年10月11日—）是一名日本男性聲優，愛知縣出身，Mausu Promotion所屬。

## 經歷
2008年畢業於Mausu Promotion附屬培訓學校。2010年成為Mausu Promotion所屬聲優。

## 人物
興趣與專長是散步和攝影。

## 演出作品
※粗體字為主要角色。

### 電視動畫
2011年
- 迷糊軟網社（學生）
- 火影忍者疾風傳（中忍、木葉的中忍）
- 便·當（狼C）

2012年
- 寶石寵物 Sunshine（路易斯）
- Fate/Zero（小林）
- 農大菌物語 Returns（年輕人）

2013年
- 偶像學園（工作人員）
- THE UNLIMITED 兵部京介（歩兵）

2014年
- 偶像學園（導演）
- 刀劍神域II（玩家）
- RAIL WARS!（男③、男）

2015年
- 火影忍者疾風傳（クン）
- 偶像學園（男性）
- 學戰都市Asterisk（男B）
- 噬神者（男①）
- 銀河騎士傳 第九行星戰役（宅見雅之）
- 少年ハリウッド -HOLLY STAGE FOR 50-（局廣播）
- JoJo的奇妙冒險 星塵鬥士 埃及篇（流氓B）
- 對魔導學園35試驗小隊（奇怪的客人）
- Fate/stay night [Unlimited Blade Works]（急救隊員）

2016年
- 噬神者（村人、難民）
- 偶像活動Stars！（照明師）
- JOKER GAME（德國軍野戰憲兵、原一等航海士、警察官、士兵）
- 熱情傳奇 the X（士兵、風之傭兵團）
- 龍族拼圖X（恰羅的父親）
- ViVid Strike!（警官、不良）

2017年
- Hand Shakers（男性）
- 梵諦岡奇蹟調查官（司提反·羅素神父）
- 活撃 刀劍亂舞（こんのすけ）
- 名偵探柯南（巡查）
- 我的女友是個過度認真的處女bitch（狗）
- 忍者亂太郎（忍者）

2018年
- 名偵探柯南（細田信吾）
- Basilisk ～櫻花忍法帖～（武士、弓手頭、客人）
- 慕留人-火影忍者新世代-（撰歌三兄弟〈高波、細波、卷波〉）
- LOST SONG（王都兵）
- 殺戮的天使（囚人）
- 夢王國與沉睡中的100位王子殿下（食夢獸）
- 偶像活動Friends！（男性工作人員）
- JoJo的奇妙冒險 黃金之風（男A）
- 佐賀偶像是傳奇（觀眾4）

2019年
- 名偵探柯南（安川城）
- JoJo的奇妙冒險 黃金之風（醉漢A、市民A、男〈女〉）
- 盾之勇者成名錄（貴族）
- 偶像活動Friends！〜閃耀的寶石〜（工作人員、大道具）
- 凱洛與塔斯黛（經理、攝影師、計程車、導覽機器人、審查員A、手下A、AI管家、操作員、廣播B、記者C、附近的人）
- 獵獸神兵（北軍兵A）
- 觸地騎士（男學生、橄欖球部員）
- 流汗吧！健身少女（參拜者）
- 碧藍幻想The Animation Season 2（帝國兵D）

2020年
- 名偵探柯南（無線的聲音、警官）
- Rebirth（廣播）
- 〈Infinite Dendrogram〉-無盡連鎖-（莫希干赤紅）
- 王者天下3（去亥、慶舍軍副將）
- 魔王學院的不適任者～史上最強的魔王始祖，轉生就讀子孫們的學校～（義父、黑衣男子、觀眾、討伐軍、里貝斯特班男子、魔王兵、勇者兵）
- 恋与制作人（駭客）
- 體操武士（觀光客、中國選手、利亞姆）
- 全員惡玉（司機、處刑課、民眾）
- 大貴族（騎士）

2021年
- 名偵探柯南（店員）
- 王者天下3（魏兵B、來輝、錄鳴未軍副將A、桓騎兵A、燕兵A、秦軍兵C、昴、趙兵C、秦的臣下）
- 咒術迴戰（男學生）
- 佐賀偶像是傳奇 捲土重來（重金屬粉絲）
- 我們的重製人生（山科）
- 暗黑企業的迷宮（警備員、社畜人、喪屍4、妖精社畜1、審查員）
- 前輩有夠煩（男社員、店員）
- BUILD DIVIDE -＃000000-（Demo隊）
- 吸血鬼馬上死（格雷戈里）

2022年
- 秘密內幕～女警的反擊～（少年）
- Platinum End（大叔）
- 戀上換裝娃娃（醫師）
- 平凡職業造就世界最強 2nd season（魔人族）
- BUILD DIVIDE -＃FFFFFF-（市民）
- 王者天下4（去亥、李斯、秦兵、昂、王鳳隊員、虎歷的部下、戎翟兵）
- 史上最強大魔王轉生為村民A（男子生徒、部下）
- 成為女主角！～被討厭的女主角和秘密的工作～（三年級男學生A）
- 我家師傅沒有尾巴（警官）
- 福星小子（政府關係者、各我利、酒店員工）
- 鏈鋸人（小弟C）

2023年
- 福星小子（黑子）
- 魔王學院的不適任者II～史上最強的魔王始祖，轉生就讀子孫們的學校～（黑衣人、商人、隱狼傑奴盧、皇族、士兵、魔族）
- 不相信人類的冒險者們好像要去拯救世界（冒險者）
- 東京復仇者 聖夜決戰篇（講師）
- 擁有超常技能的異世界流浪美食家（護衛B、護衛們）
- 魔法少女毀滅者（鐵道宅[3]、路人宅）
- 放學後失眠的你（廣播的聲音、老師）
- 萊莎的鍊金工房 ～常闇女王與秘密藏身處～（看守B、村民C、看守A、看守C）
- 神劍闖江湖－明治劍客浪漫譚－（警官隊隊員、劍客警官、組員、赤報隊隊員、隊士、觀柳的翻譯、料理長、門下生、凶賊、警官、保鏢、長連豪）
- 冒險大陸 阿尼亞王國
- 物之古物奇譚（塞眼）
- 間諜教室
- 星靈感應（播音員A）
- 七大罪 啟示錄四騎士（住民）

2024年
- 蠟筆小新（派對客A）
- 福星小子 第2期（男子）
- 王者天下5（去亥、趙兵、隊士、飛信隊隊員、紀昌側近、秦文官）
- 婚戒物語（魔物）
- 魔王學院的不適任者II～史上最強的魔王始祖，轉生就讀子孫們的學校～（龍人、黑衣男子、八歌賢人、教皇）
- 蔚藍檔案 The Animation（PMC兵）
- 狼與辛香料 MERCHANT MEETS THE WISE WOLF（村人）
- 神劍闖江湖－明治劍客浪漫譚－ 京都騷亂（旅人、阿武隈四入道、尖角配下部隊員、新月村村民、白尉[4]）
- 亂馬½（路人、男子、慎吾、同心）
- 聽說你們要結婚！？

2025年
- S級怪獸《貝希摩斯》被誤認成小貓，成為精靈女孩的騎士（寵物）一起生活（瓦伊班）
- 灰色：幻影扳機（人質）
- 異修羅 第2期（狩人）
- LAZARUS 拉撒路（信者）
- 新吊帶襪天使（市民）

### 劇場版動畫
2012年
- 圖書館戰爭 革命之翼

2018年
- 電影 HUG！光之美少女♡光之美少女 All Stars Memories（職員）

2019年
- 生日幻境（村人男）

2020年
- GIVEN 被贈與的未來劇場版（樂隊同伴C）

2021年
- 東京 7th Sisters 我們將成為藍天（修理業者）

2023年
- 愛麗絲與特蕾絲的虛幻工廠（市民K）

### OVA
2020年
- 岸邊露伴一動也不動『懺悔室』（勞動者）

### 網路動畫
2016年
- ROBOT TOWN SAGAMI 2028（ロビタ）

2017年
2018年
- 裝刀凱 The Animation（盗掘者c、處史代部下）

2020年
- 攻殼機動隊：SAC_2045（紅衣人）

2021年
- 加油吧同期醬（居酒屋店員、廣播、男性、二次會參加者）

### 遊戲
2011年
- 海貓悲鳴時散 真實與幻想的夜想曲

2012年
- 黑狼傳說 - Bloody Nightmare -
- 黑狼傳說 - Last Hope -

2013年
- 真·女神轉生IV

2014年
- 新·世界樹迷宮2 法夫尼爾的騎士（[5]）

2015年
- 戰魂 -SENTAMA-（長宗我部元親[6]）
- 聖火降魔錄if（賽勒斯[7]）

2016年
- 高校之神（金田拓[8]）
- 快打旋風V（シャドルーのエンジニア、（M）A）
- 今天開始當社團經理（藍澤司[9]）

2017年
- 黑狼傳說 - Weiβ und Schwarz -

2018年
- 東京監獄（近藤一誠[10]）
- 漫威蜘蛛人[11]
- 聖火降魔錄 英雄雲集（賽勒斯）
- LayereD Stories 0（レオルミナス）

2019年
- 怪物彈珠（雜賀孫市[12]）

2020年
- Final Fantasy VII 重製版
- 隊長小翼：新秀崛起（井手充）
- 聖鬥士星矢：Rising Cosmo（暗黑仙女）

2022年
- 三角戰略（塔拉斯·艾斯弗羅斯特）
- 樂高星際大戰：天行者傳奇（英语：Lego Star Wars: The Skywalker Saga）
- 寶可夢大師EX（蘭斯[13]）

2024年
- Final Fantasy VII 重生
- 怪物彈珠（哈雷α[14]）
- 暗喻幻想：ReFantazio
- 聖女不死心 ～不受歡迎形單影隻的死靈法師轉生成為聖女，努力結交新的朋友～（烏爾菲洛斯·牙狼[15]）

## 外部連結
- 奥村 翔｜所属タレント｜マウスプロモーション
- 奧村翔的X（前Twitter）